# ŠNK Bakovci
Športno nogometni klub Bakovci (tiếng Việt: Câu lạc bộ bóng đá thể thao Bakovci), thường hay gọi ŠNK Bakovci hoặc đơn giản Bakovci, là một câu lạc bộ bóng đá Slovenia đến từ làng Bakovci. Màu sắc chính của đội là đỏ và trắng. Hiện tại đội đang thi đấu ở 1. MNL, hạng thứ năm của hệ thống giải bóng đá Slovenia. Câu lạc bộ được thành lập năm 1953. Sân nhà của đội là ŠRC Bakovci (tiếng Slovene: Športno rekreacijski center Bakovci) với sức chứa là 500 chỗ ngồi.

## Danh hiệu
- Giải bóng đá hạng ba quốc gia Slovenia: 1

2000-01
- Giải bóng đá hạng tư quốc gia Slovenia: 2

1992-93, 1993-94
- Giải bóng đá hạng năm quốc gia Slovenia: 1

2012-13

## Lịch sử giải đấu kể từ năm 1991
| Mùa giải  | Giải vô địch               | Thứ hạng |
| --------- | -------------------------- | -------- |
| 1991-92   | Pomurska League (cấp độ 3) | thứ 4    |
| 1992-93   | 1. MNL (cấp độ 4)          | thứ 1    |
| 1993-94   | 1. MNL (cấp độ 4)          | thứ 1    |
| 1994-95   | 3. SNL - Đông              | thứ 4    |
| 1995-96   | 3. SNL - Đông              | thứ 3    |
| 1996-97   | 3. SNL - Đông              | thứ 3    |
| 1997-98   | 3. SNL - Đông              | thứ 2    |
| 1998-99   | 3. SNL - Đông              | thứ 3    |
| 1999-2000 | 3. SNL - Đông              | thứ 4    |
| 2000-01   | 3. SNL - Đông              | thứ 1    |
| 2001-02   | 2. SNL                     | thứ 13   |
| 2002-03   | 3. SNL - Đông              | thứ 6    |
| 2003-04   | 3. SNL - Đông              | thứ 10   |
| 2004-05   | Pomurska League (cấp độ 4) | thứ 12   |
| 2005-06   | Pomurska League (cấp độ 4) | thứ 14   |
| 2006-07   | 1. MNL (cấp độ 5)          | thứ 3    |
| 2007-08   | 1. MNL (cấp độ 5)          | thứ 4    |
| 2008-09   | 1. MNL (cấp độ 5)          | thứ 7    |
| 2009-10   | 1. MNL (cấp độ 5)          | thứ 4    |
| 2010-11   | Pomurska League (cấp độ 4) | 1thứ 4   |
| 2011-12   | 1. MNL (cấp độ 5)          | thứ 5    |
| 2012-13   | 1. MNL (cấp độ 5)          | thứ 1    |
| 2013-14   | 1. MNL (cấp độ 4)          | thứ 3    |
| 2014-15   | 3. SNL - Đông              | thứ 12   |
| 2015-16   | 3. SNL - Đông              | thứ 13   |
| 2016-17   | 1. MNL (cấp độ 4)          | thứ 2    |
| 2017-18   | 1. MNL (cấp độ 4)          | thứ 4    |
| 2018-19   | 1. MNL (cấp độ 5)          | thứ 3    |

1. ↑  Cuối mùa giải, Giải bóng đá hạng ba quốc gia Slovenia được thành lập và Pomurska League được thay thế bởi hai giải độc lập ở MNZ Murska Sobota và MNZ Lendava, do đó họ rơi xuống hạng tư.
2. ↑  Thua thăng hạng play-off cho 2. SNL.
3. ↑  Pomurska League discontinued after the season, so Bakovci stayed in the 1. MNL but were effectively promoted to the fourth level.
4. ↑  Pomurska League được thành lập lại sau mùa giải, do đó Bakovci ở lại 1. MNL nhưng lại xuống cấp độ 5.